# Murailles de Cordoue

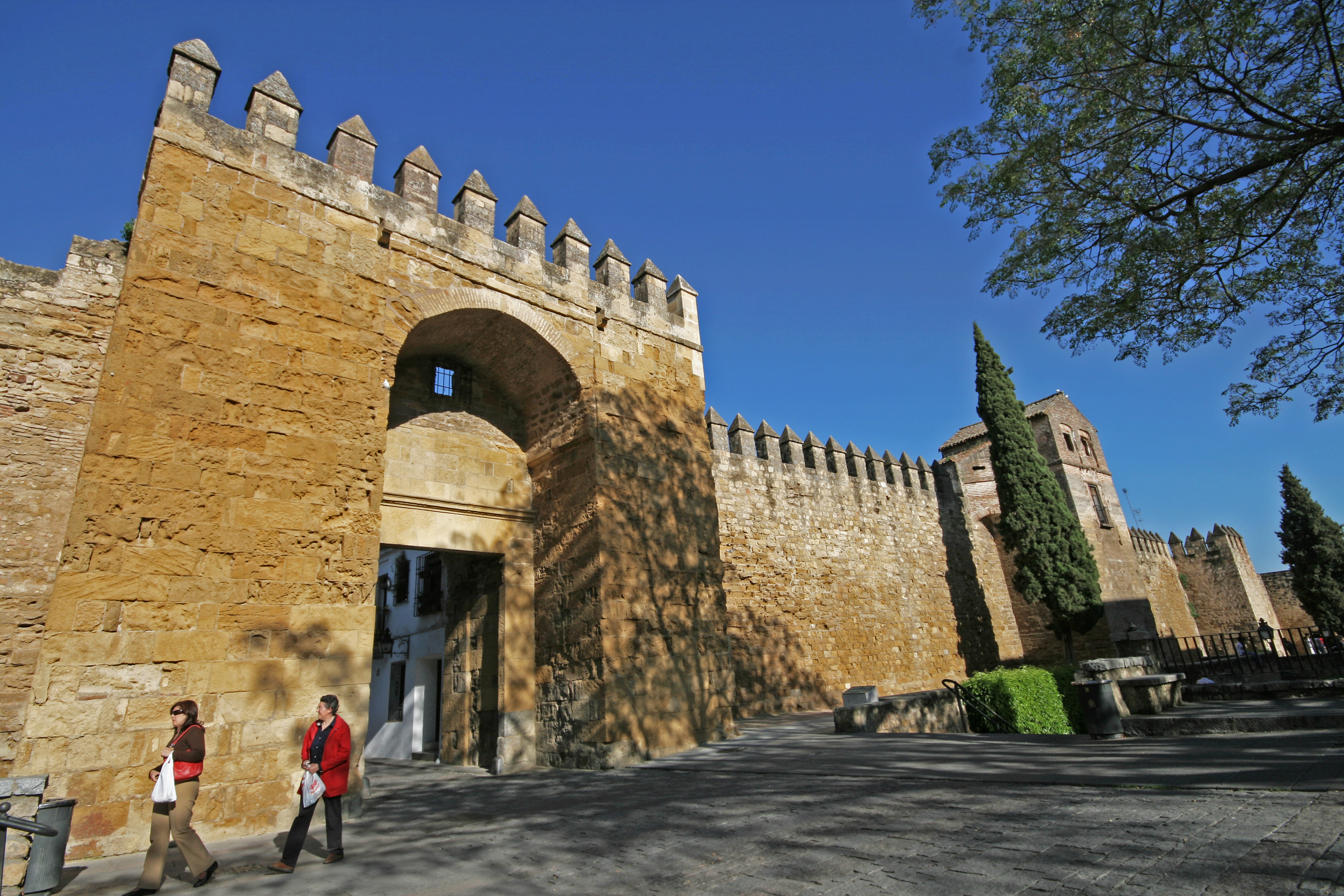
La muraille de la rue Cairuán.

Les murailles de Cordoue sont les anciens murs défensifs de la ville de Cordoue (Espagne). On distingue cinq niveaux d'enceinte : de la Villa ou Médine, la Ajerquía, le Château de la Judería, le vieil Alcazar et le Verger de l'Alcazar.

## Histoire

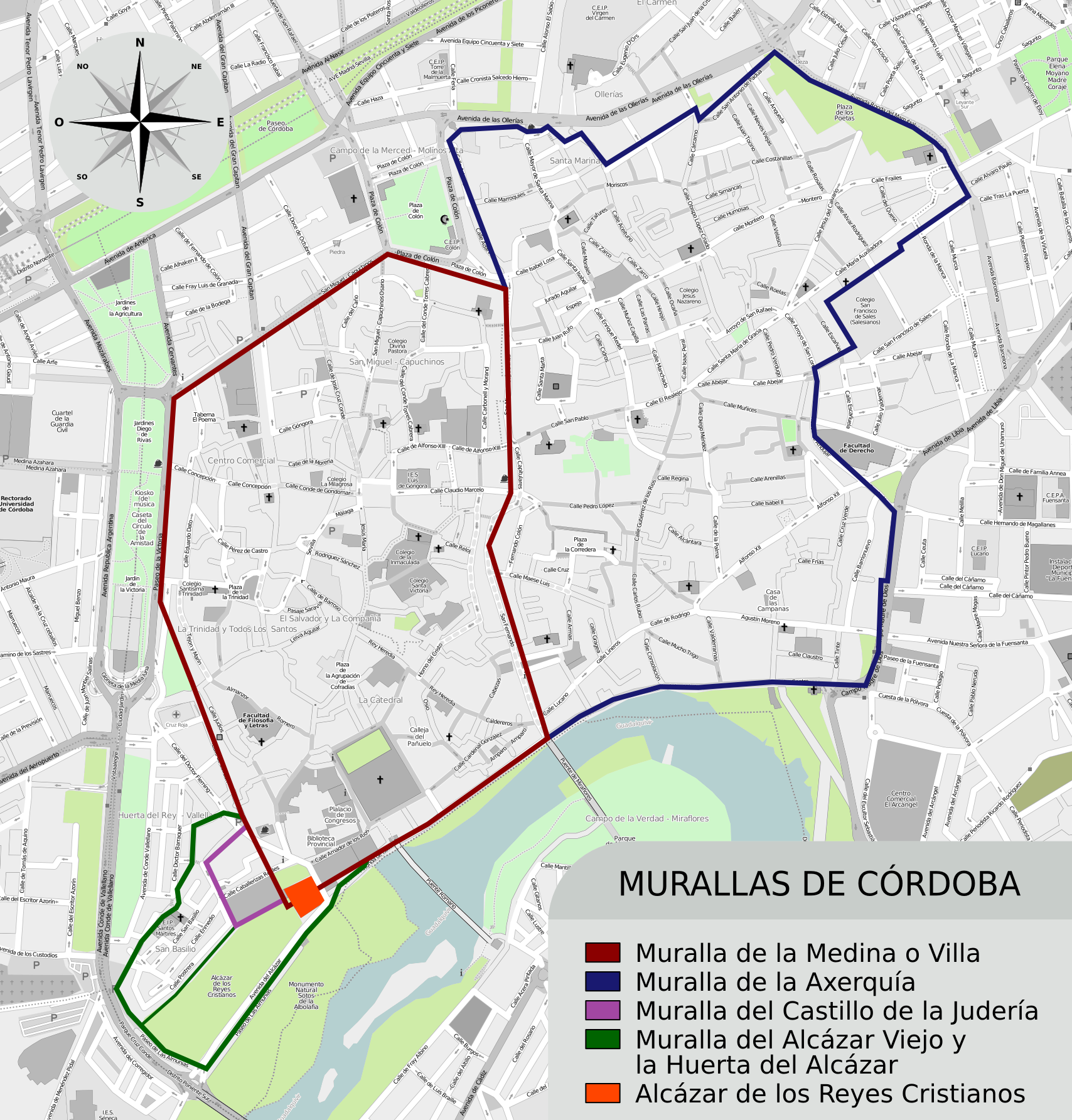
Carte des murailles de Cordoue.

### Enceinte romaine
Il semble que les premières murailles sont érigées à l'époque romaine, au IIe siècle. Elles parcourent 2,6 km, ceignant une zone de près de 47,6 hectares. Des portes monumentales sont ouvertes aux points cardinaux.
Postérieurement, sous le règne de Tibère, le mur sud vers le fleuve est rasé et de nouvelles portes sont percées.

### Enceintes musulmanes
Les murailles romaines sont laissées à l'abandon au sein de la métropole qu'est devenue la capitale califale. Elles sont restaurées pendant la Fitna de al-Ándalus. Plus tard, face à la menace de la Reconquista chrétienne, une nouvelle muraille est bâtie dans la partie orientale de la ville pour protéger les logements des faubourgs. L'enceinte fortifiée est alors divisée en deux parties : le centre ancien autour de la Grande Mosquée est nommé la Medina (al-Madina) tandis que les nouveaux murs forment la Axerquía (al-Sarqiyya), aujourd'hui appelé quartier juif.

### Enceintes chrétiennes
Après la conquête chrétienne en 1236, sont restaurées les anciennes murailles. Dans la dernière moitié du siècle XIV, trois nouveaux quartiers sont entourés de murailles : le Château de la Judería, le Verger de l'Alcazar et le vieil Alcazar.

## Tronçons conservés

### Muraille de la Villa
Il reste une partie de l'enceinte fortifiée nord dans la métayère des bâtiments qui donnent à la place de Colón. Du lienzo ouest se conservent quelque 360 mètres qui passent le long de la rue Cairuán. En cette partie on signale sept torreones ainsi que la porte d'Almodóvar.

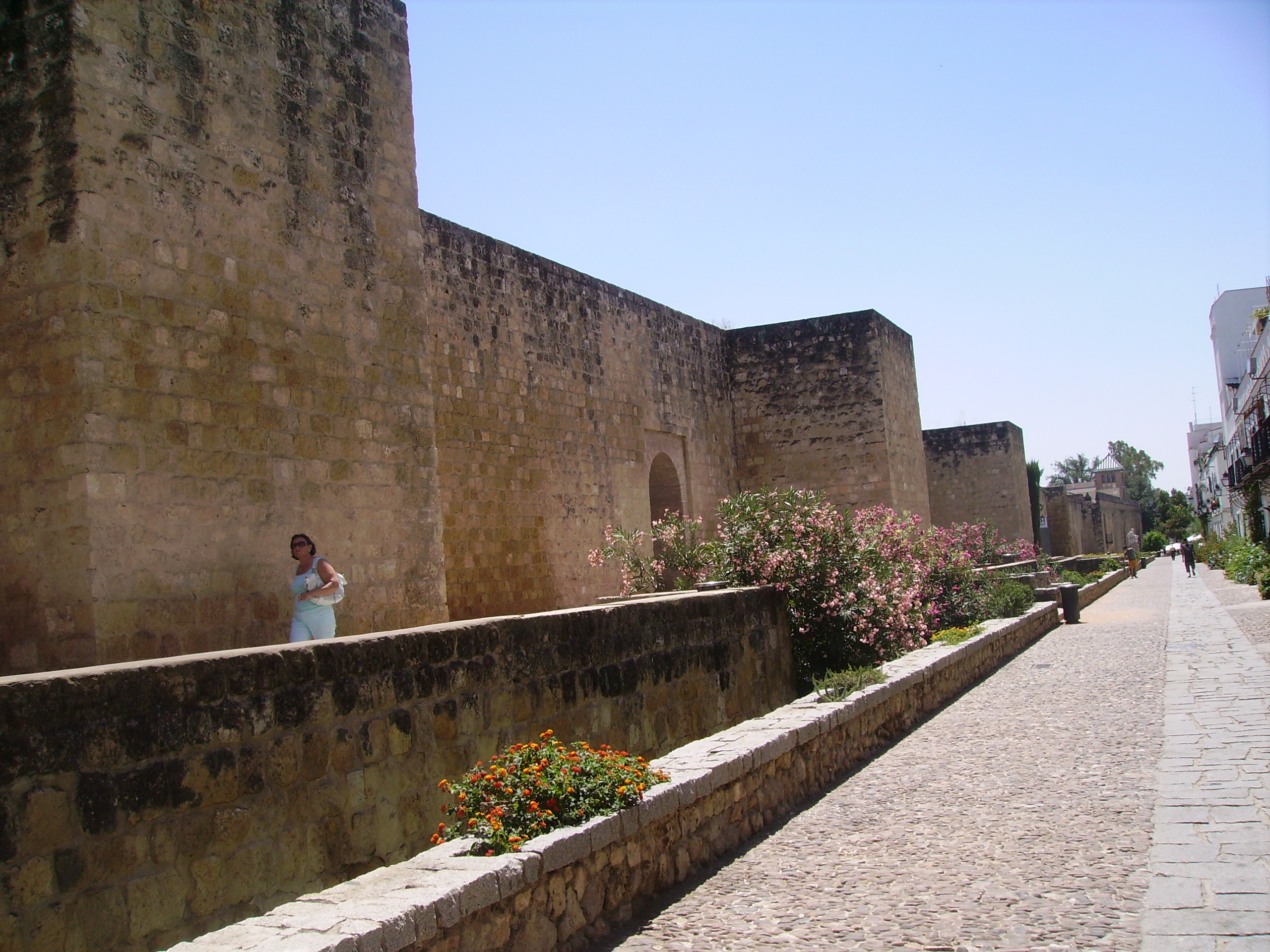
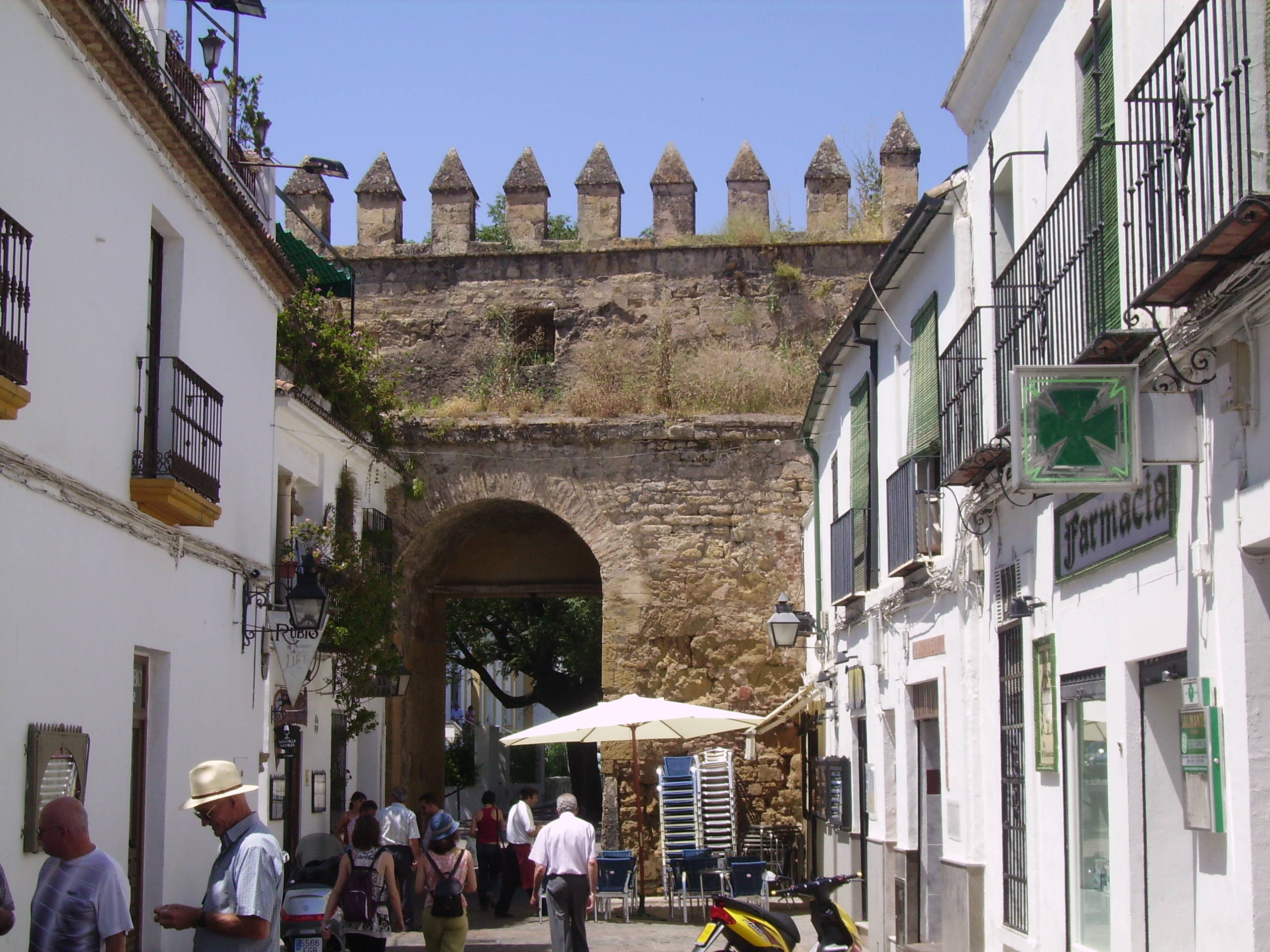

### Muraille de la Axerquía

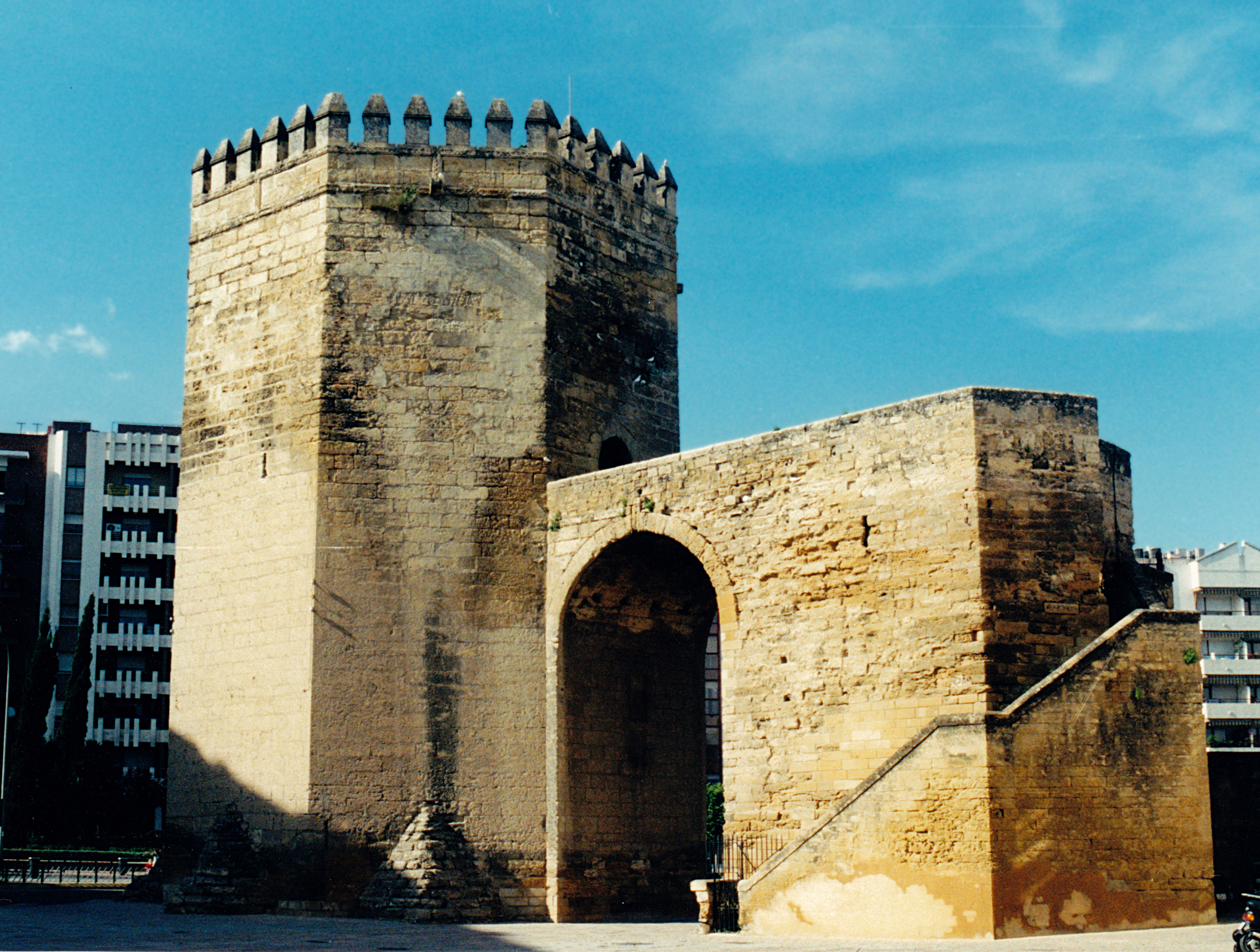
Tour de la Malmuerta.
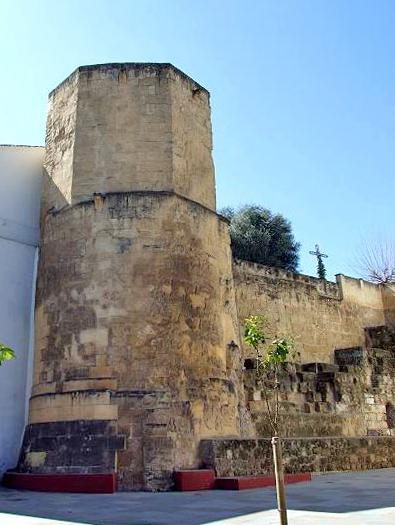
Tour de la porte du Coin.
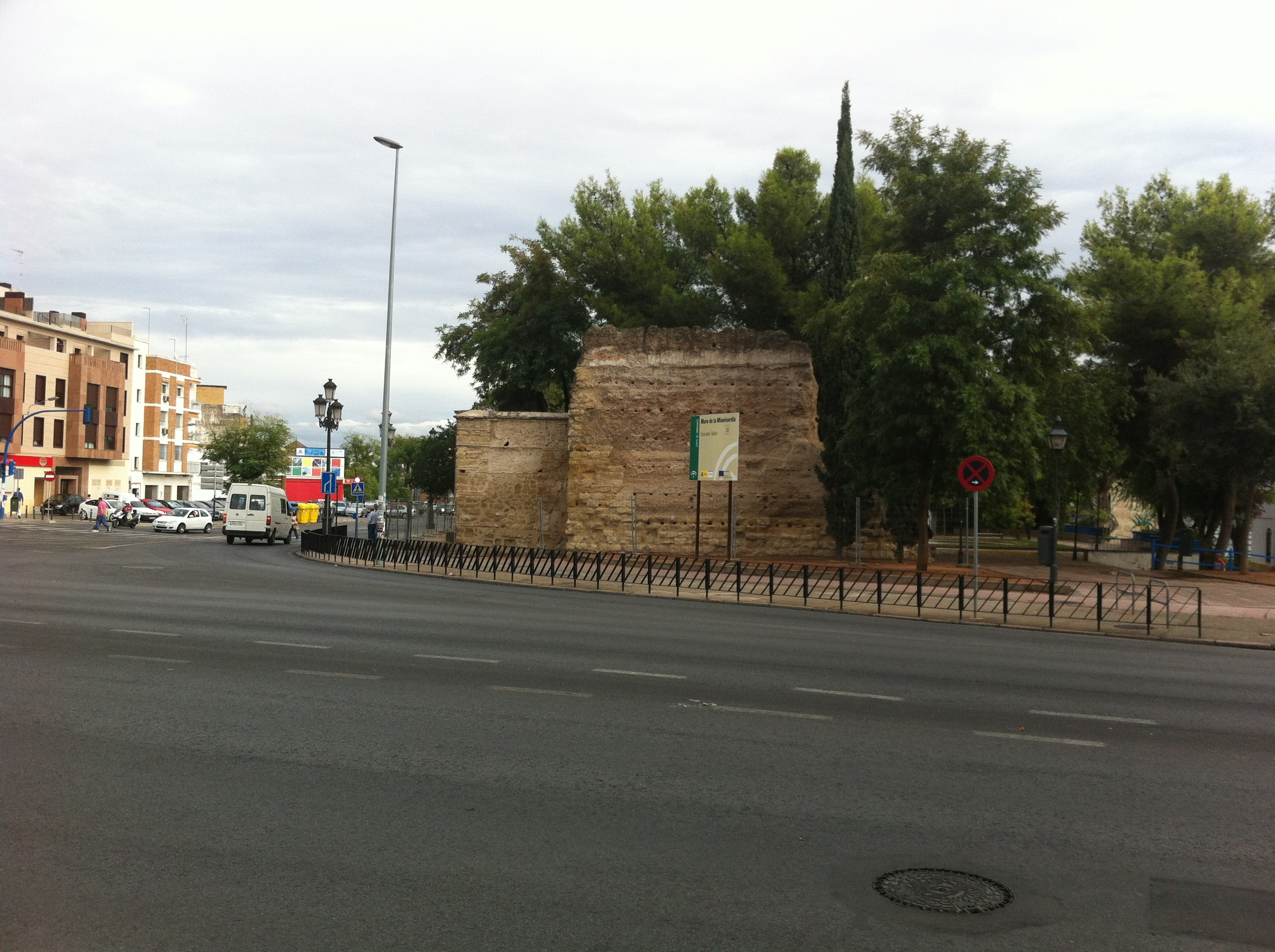
Mur de la Misericordia.

### Muraille du Verger de l'Alcazar
Il se conserve dans sa partie sud un tronçon de 410 mètres avec six tours, parmi lesquelles la tour de Guadalcabrillas. De la partie ouest se conserve un tronçon de 390 mètres avec quatre tours de forme carrée. 

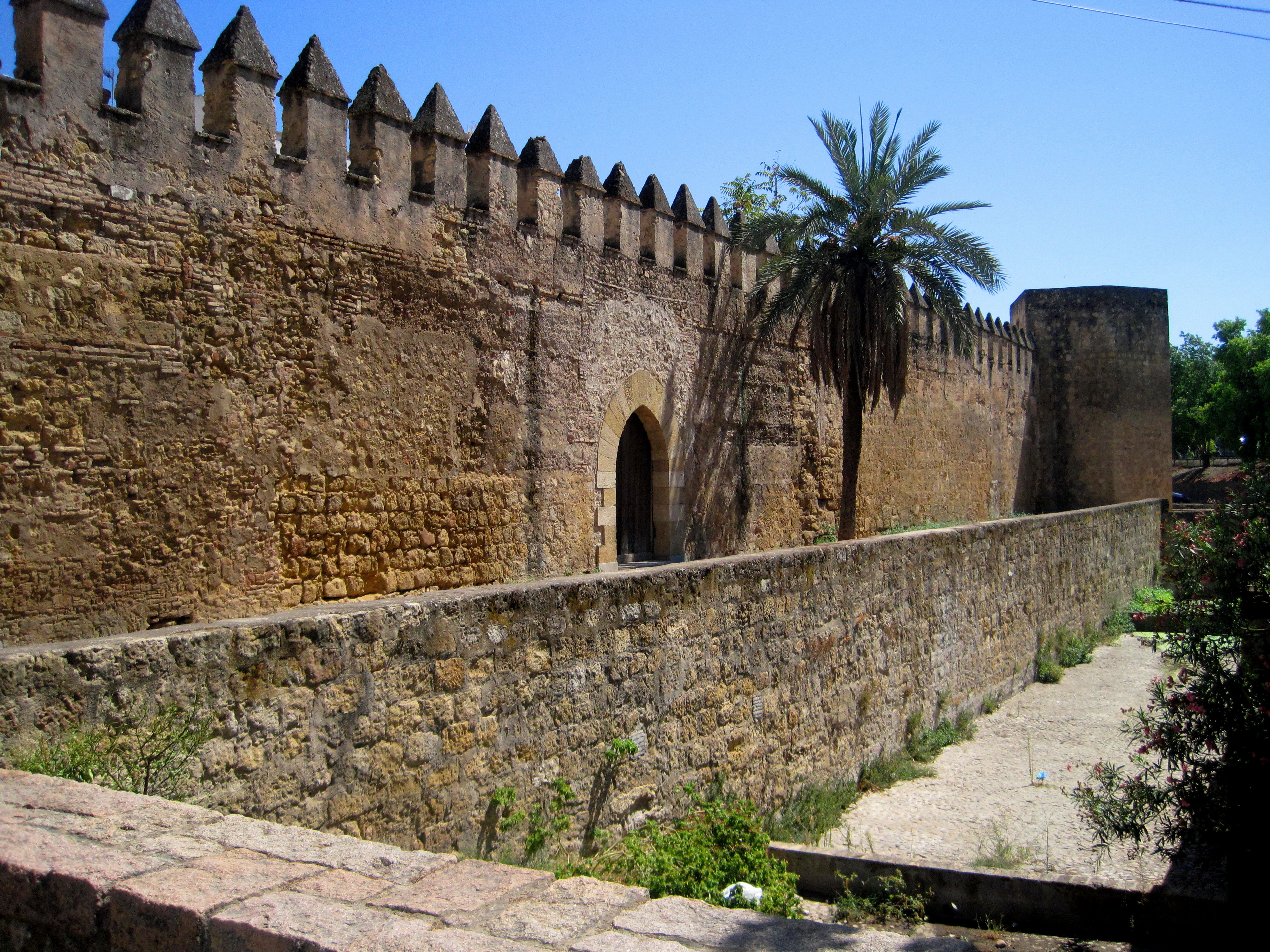
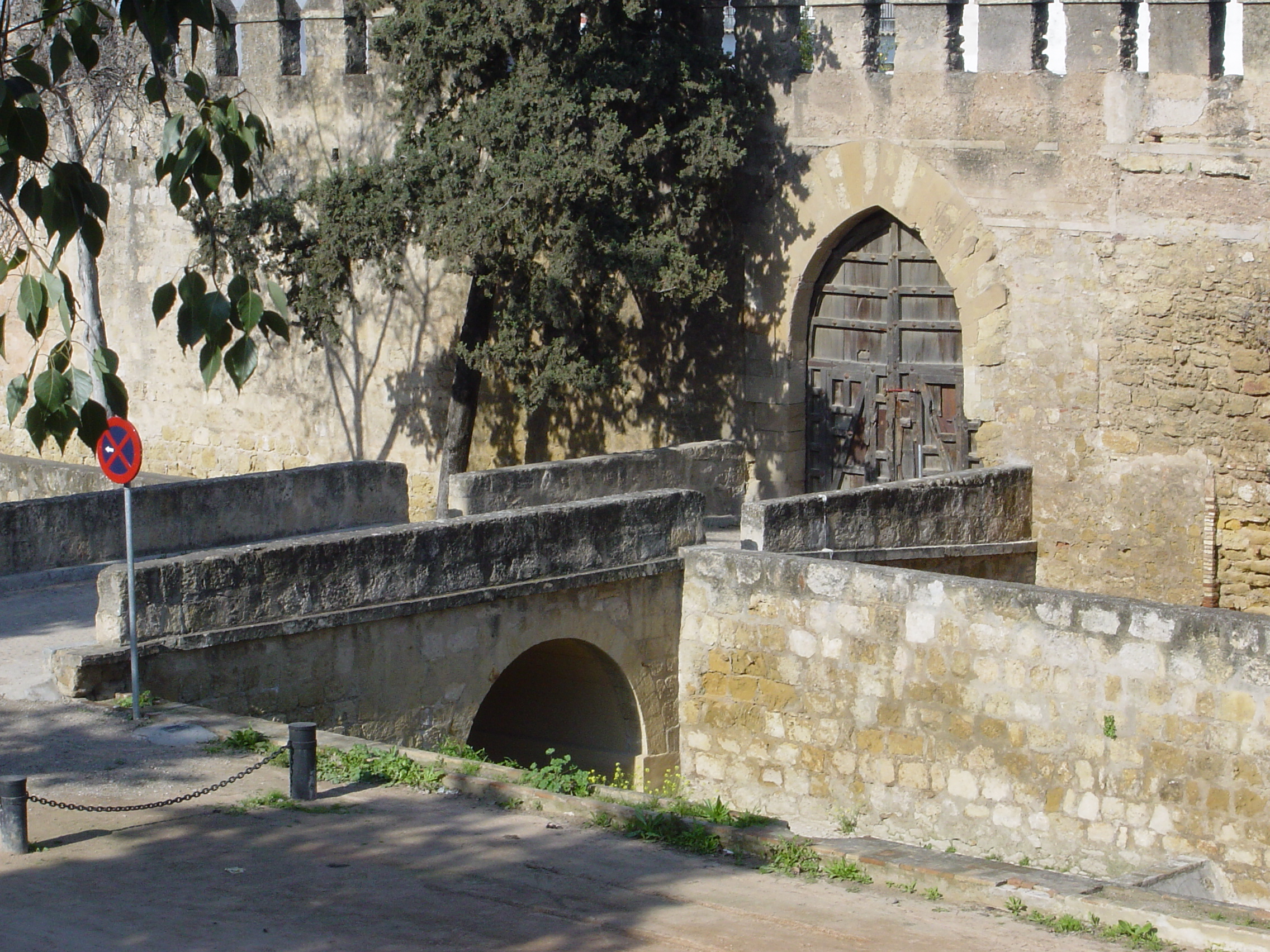
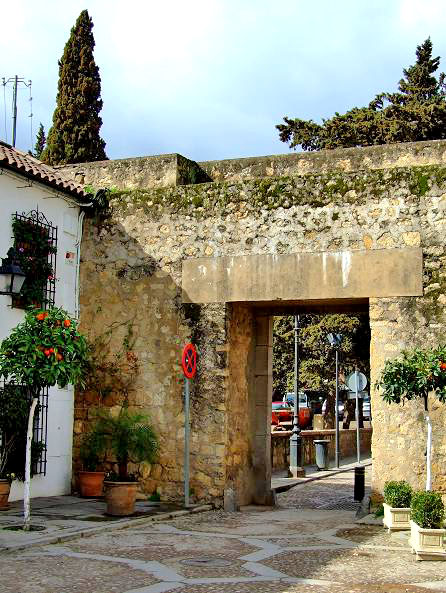
Porte de Séville.
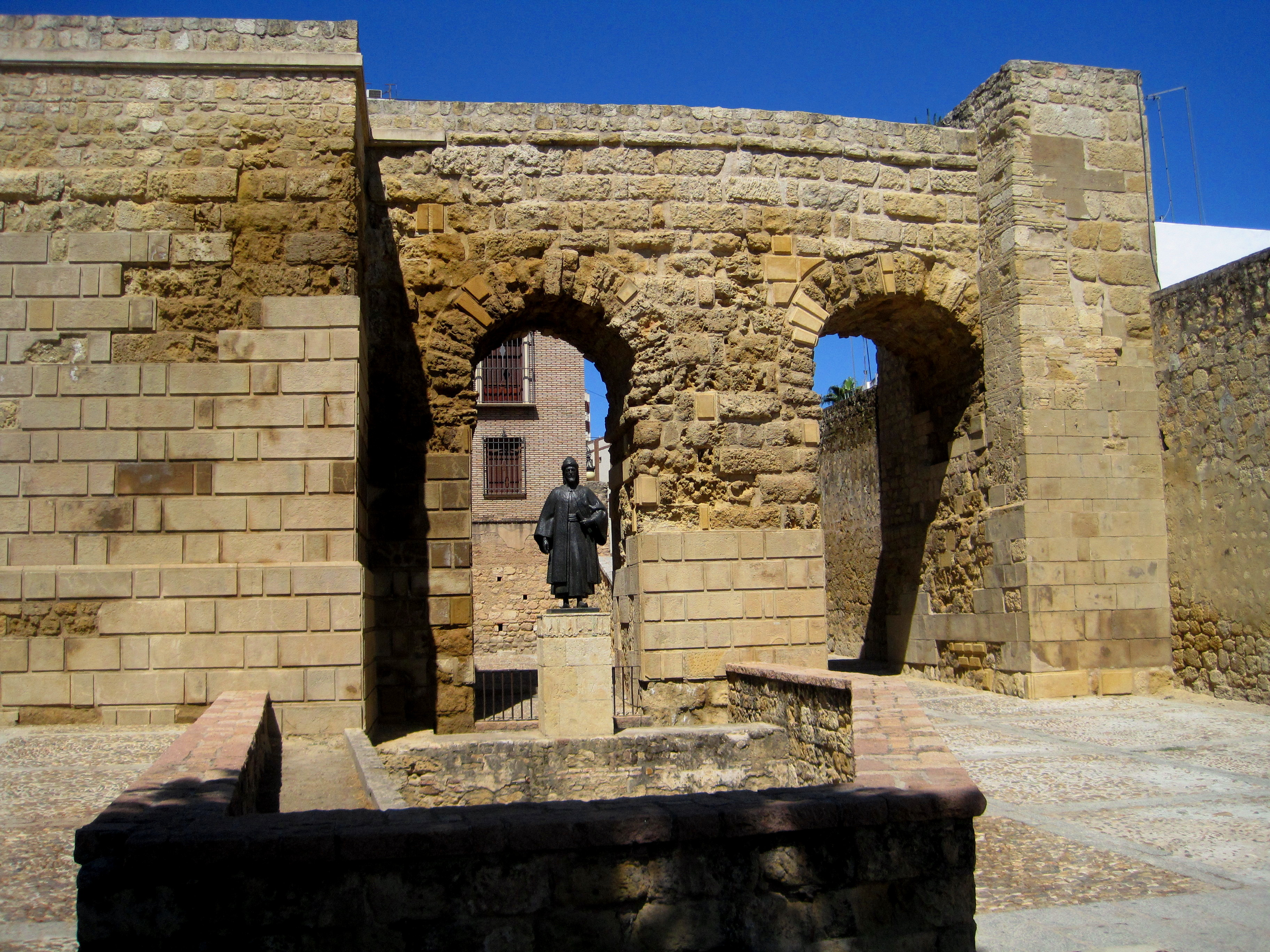
Tour albarrana de la porte de Séville.
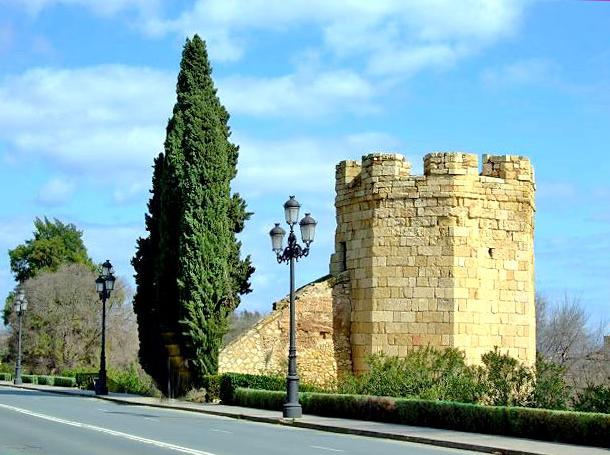
Tour de Guadalcabrillas.

### Muraille du château de la Judería

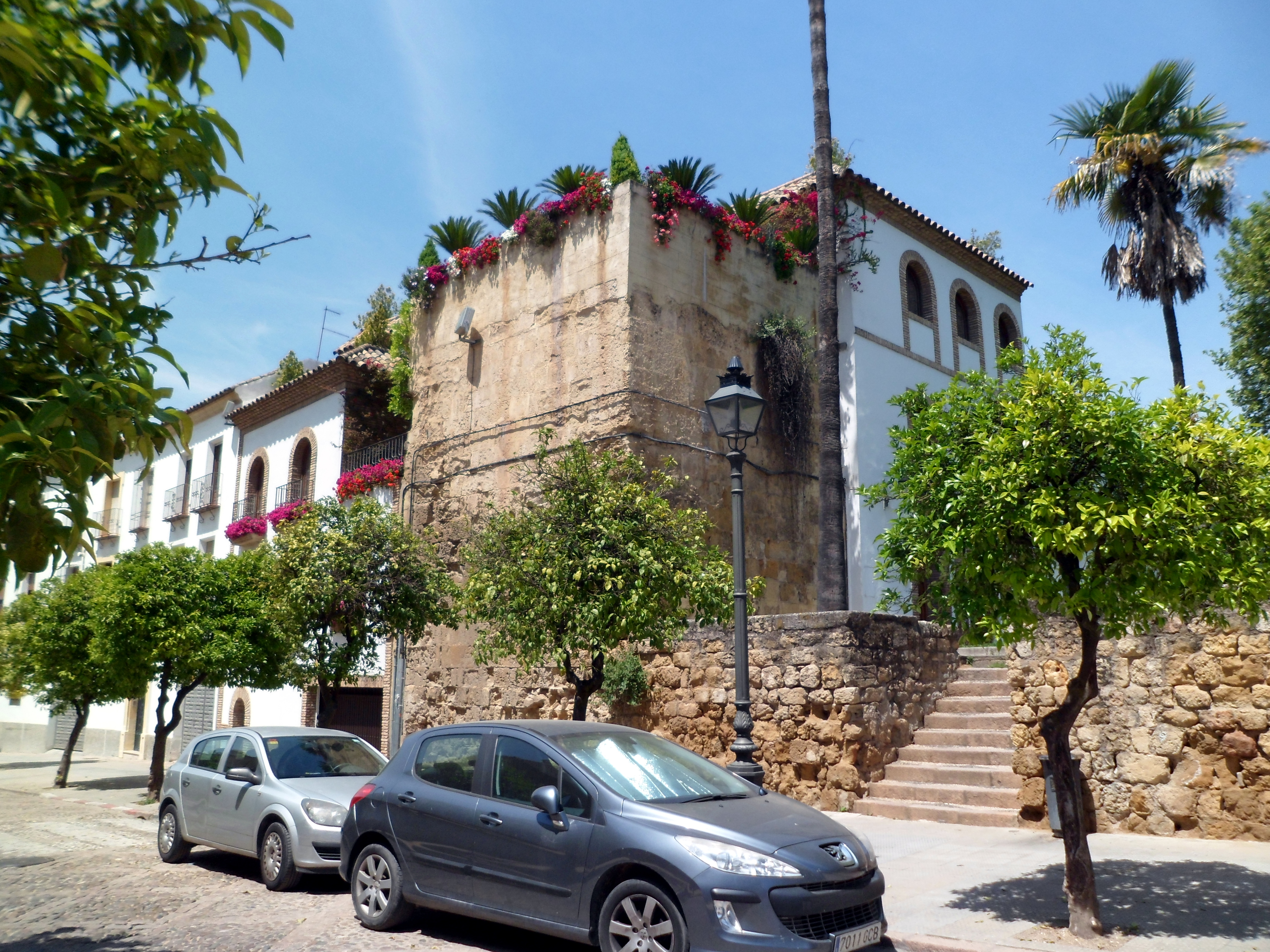
Torreón du château.
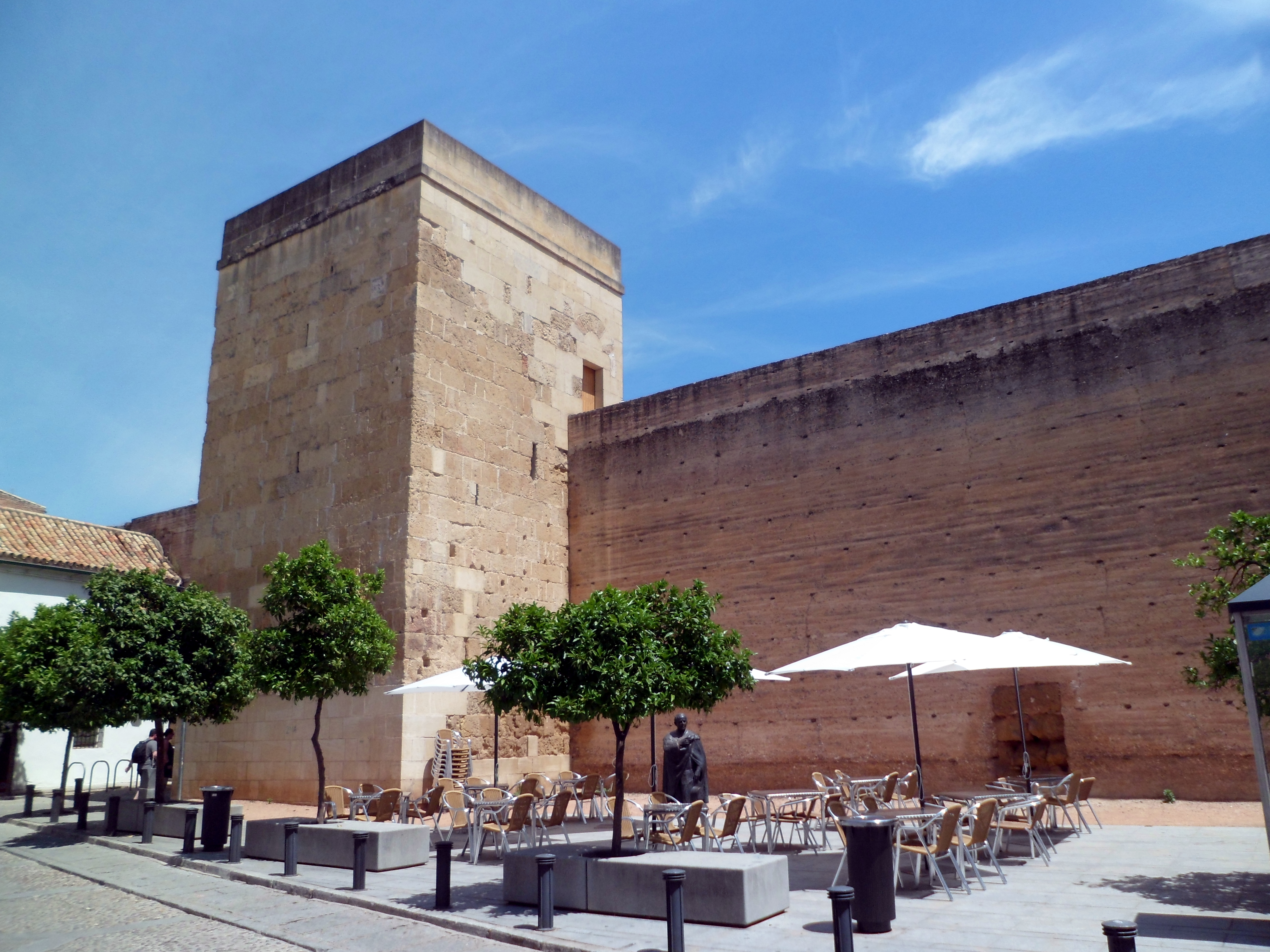
Tour de Bethléem.

## Torres
- Tour de la Malmuerta
- Tour de la porte du Coin
- Tour des Donceles
- Tour des Sept Coins (derribada en 1755)
- Tour de Bethléem
- Tour de la Calahorra
- Tour de Guadalcabrillas

## Portes
- Porte du Pont
- Porte de Séville
- Porte d'Almodóvar
- Porte de Galiciens
- Porte de Osario
- Porte du Coin
- Portillo De la Fuenseca ou du Bailío
- Porte du Fer ou du Salvador
- Portillo Du Corvache ou Arc du Portillo
- Porte de la Pescadería
- Porte du Colodro
- Porte de la Misericordia
- Porte de Plasencia
- Porte de Andújar
- Porte Nouvelle
- Porte de Baeza
- Porte de Martos
- Porte du Soleil